# Pierre-Étienne Flandin
Pierre-Étienne Flandin (ur. 12 kwietnia 1889 w Paryżu, zm. 13 czerwca 1958) – francuski polityk czasów III Republiki, konserwatysta, lider Sojuszu Demokratyczno Republikańskiego, dwukrotny premier Francji, a także minister lotnictwa, handlu, skarbu oraz robót publicznych.

## Życiorys
W 1914 roku został po raz pierwszy wybrany jako deputowany do Zgromadzenia Narodowego. Reprezentował departament Yonne. Od początku kariery politycznej związany z Sojuszem Demokratyczno Republikańskim a od początku lat 30. XX wieku czołowy członek tej partii.
W 1917 roku został dyrektorem międzyalianckiej służby lotniczej.
8 listopada 1934 roku został mianowany premierem Francji. Stanowisko to piastował do 1 czerwca 1935. Następnie w trzecim rządzie Pierre’a Lavala objął tekę ministra spraw zagranicznych. Swój urząd pełnił m.in. w trakcie kiedy Adolf Hitler w 1936 roku dokonał remilitaryzacji Nadrenii.
Po upadku Francji podczas II wojny światowej podjął współpracę z rządem Państwa Francuskiego tzw. Vichy. W grudniu 1940 roku Flandin został mianowany przez Philippe’a Pétaina szefem rządu Vichy. Z powodu niemieckich obiekcji został jednak szybko zdymisjonowany, a jego miejsce zajął François Darlan.
Pierre-Étienne Flandin zmarł w Saint-Jean-Cap-Ferrat w 1958 roku w wieku 69 lat.